# Bahnhof Val de Fontenay
Der Bahnhof Val de Fontenay ist einer der beiden Bahnhöfe der Gemeinde Fontenay-sous-Bois im Département Val-de-Marne. Er ist ein Knotenpunkt in der östlichen Île-de-France, an dem sich 2 RER-Linien kreuzen. Mit 11 Millionen Reisenden im Jahr 2011 (d. h. rund 30.000 Reisenden pro Tag) handelt es sich um den RER-Bahnhof mit den höchsten Fahrgastzahlen östlich von Paris.

## Geschichte
Um ein um 1960 als Zone à urbaniser en priorité (ZUP) gegründetes neues Stadtviertel an den ÖPNV anzuschließen, wurde im Rahmen der Eröffnung der RER-Linie RER A in Fontenay-sous-Bois ein zweiter Bahnhof errichtet. Dadurch entstand zugleich eine Umstiegsmöglichkeit zu den SNCF-Zügen der Strecke Paris Est nach Gretz - Armainvilliers, welche Teil der 1856/58 eröffneten Bahnstrecke Paris–Mulhouse ist und inzwischen von der RER E übernommen wurden.

## Bahnhof

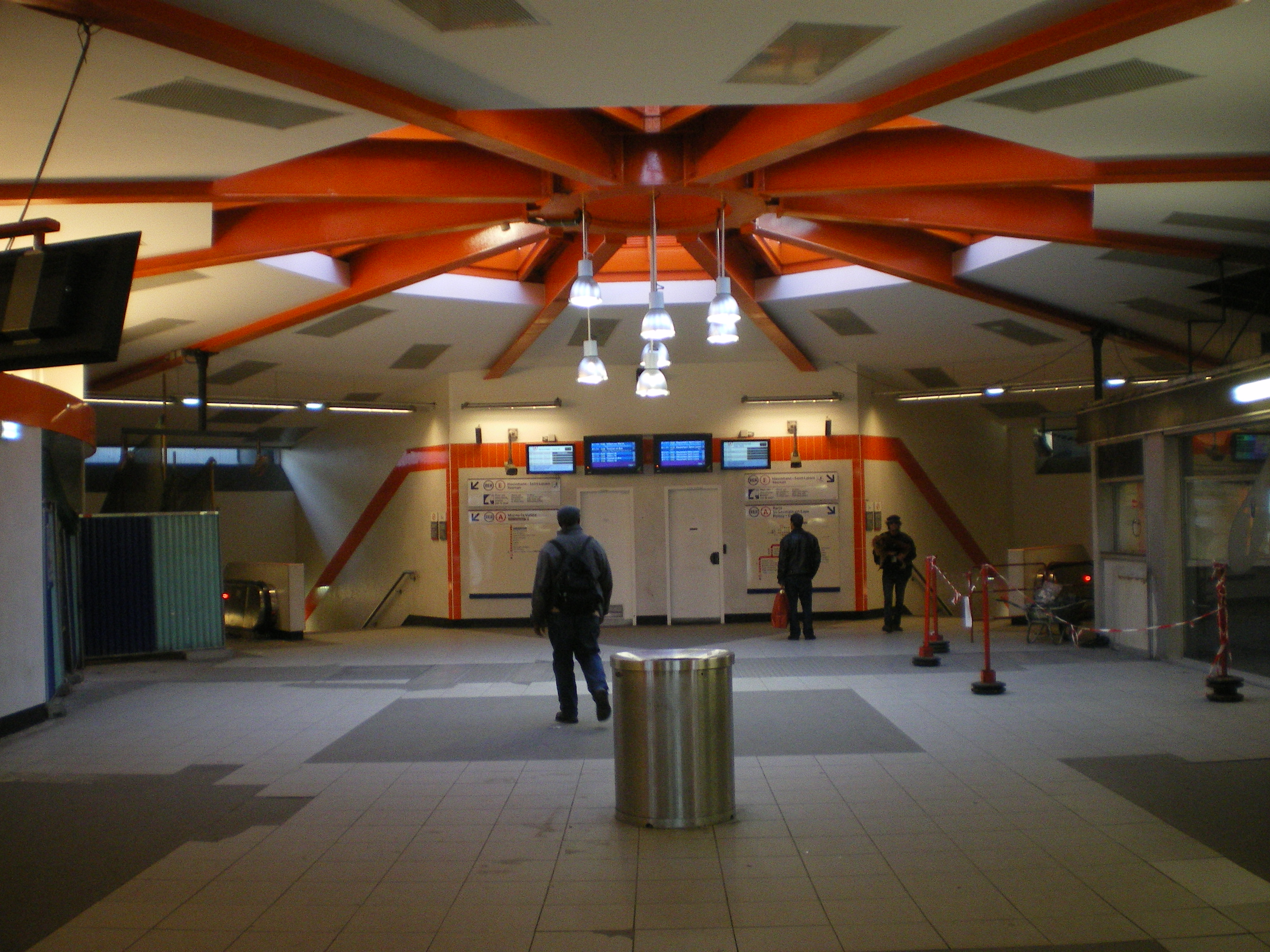
Eingangshalle des Bahnhofs

Die Bahnsteige sind auf zwei Niveaus verteilt: Im Untergeschoss verlaufen die Gleise des Zweigs A4 der Linie A, welcher die Strecke nach Marne-la-Vallée Chessy bedient und hier den Tunnel von Fontenay verlässt, in ungefährer West-Ost-Richtung. Die Züge des Zweigs E4 der Linie E Richtung Tournan-en-Brie haben ihre Bahnsteige eine Etage höher. Gleise und Bahnsteige verlaufen in ungefährer Nord-Süd-Richtung und befinden sich im Mittelstreifen der Autobahn A86. Wegen der Autobahn ist ein Zugang zu den Bahnsteigen der Linie E nur über die Bahnsteige des RER A möglich.

## Busanbindungen
Der Bahnhof wird von sechs Buslinien der RATP sowie von zwei weiteren Linien anderer Betreiber angefahren. Nachts halten zwei Nachtbuslinien.

## Betrieb
Im Unterschied zu den benachbarten Bahnhöfen geringerer Bedeutung halten hier alle RER-Züge.
Auf der Linie A fahren zu den Hauptverkehrszeiten 12 bis 18 Züge pro Stunde. Am Wochenende gibt es alle zehn Minuten einen Zug, in den Abendstunden alle 15 Minuten (in jeder Richtung).
Auf der Linie E ist das Verkehrsangebot etwas dünner: sechs bis acht Züge pro Stunde zu den Hauptverkehrszeiten; In den Abendstunden fahren die Züge im 15-Minuten-Abstand.

## Zukünftige Bedeutung des Bahnhofs im ÖPNV
Zukünftig wird die Bedeutung des Bahnhofs noch zunehmen: Die geplante Verlängerung der Straßenbahn T1 wird hier enden, ebenso die beabsichtigte Verlängerung der Métrolinie 1.